# Panic! (videogioco)
Panic! (スイッチ?, Switch) è un videogioco del 1993 per Sega CD. Avventura in stile punta e clicca, il gioco è stato convertito per PlayStation 2.